# Topobea dimorphophylla
Topobea dimorphophylla är en tvåhjärtbladig växtart som beskrevs av Frank Almeda. Topobea dimorphophylla ingår i släktet Topobea och familjen Melastomataceae.
Artens utbredningsområde är Costa Rica. Inga underarter finns listade i Catalogue of Life.